# Phoebe excelsa
Phoebe excelsa är en lagerväxtart som beskrevs av Christian Gottfried Daniel Nees von Esenbeck. Phoebe excelsa ingår i släktet Phoebe och familjen lagerväxter. Inga underarter finns listade i Catalogue of Life.